# N221 (België)
De N221 is een gewestweg in het Belgische Vlaams Gewest en verbindt de N29 bij Hoegaarden met de N214 in Tienen. De totale lengte van de weg is ongeveer 5 kilometer.